# Gustav Nottebohm
Gustav Nottebohm (Ludenscheid, Westfàlia, 17 de novembre de 1817 - Graz, Àustria, 29 d'octubre de 18829 fou un musicògraf i compositor alemany.
Estudià, primer a Berlín i després a Leipzig al costat de Schumann i Mendelssohn, residint més tard a Viena com a professor particular de música. Principalment es dedicà a interessants investigacions sobre Beethoven; va ser el primer a establir la importància dels quaderns de notes d'aquell, des del punt de vista biogràfic i documental.
Se li deuen:
- Ein Skiztenbuch von Beethoven (1865);
- Thematisches Verzeichnis der im Drimk erschienenen Werke von Beethoven (1868);
- Beethoveniana (1872);
- Beethovens Studien (1873);
- Thematisches Verzeichnis der i Druck erschienenen Werke Franz Schubert (1874);
- Mozartiana (1880);
- Ein Skizzenbuch von Beethoven aus dem Jahr 1803 (1880).

Com a compositor deixà un quartet i diversos trios per a piano i instruments d'arc i algunes composicions per a piano.